# Байона (Іспанія)
Байона (гал. Baiona, ісп. Bayona) — муніципалітет в Іспанії, у складі автономної спільноти Галісія, у провінції Понтеведра. Населення — 12 091 осіб (2009).
Муніципалітет розташований на відстані близько 470 км на північний захід від Мадрида, 38 км на південний захід від Понтеведри.

## Демографія
Динаміка населення (INE ):

## Галерея зображень

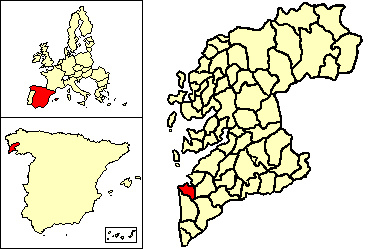
Розташування муніципалітету
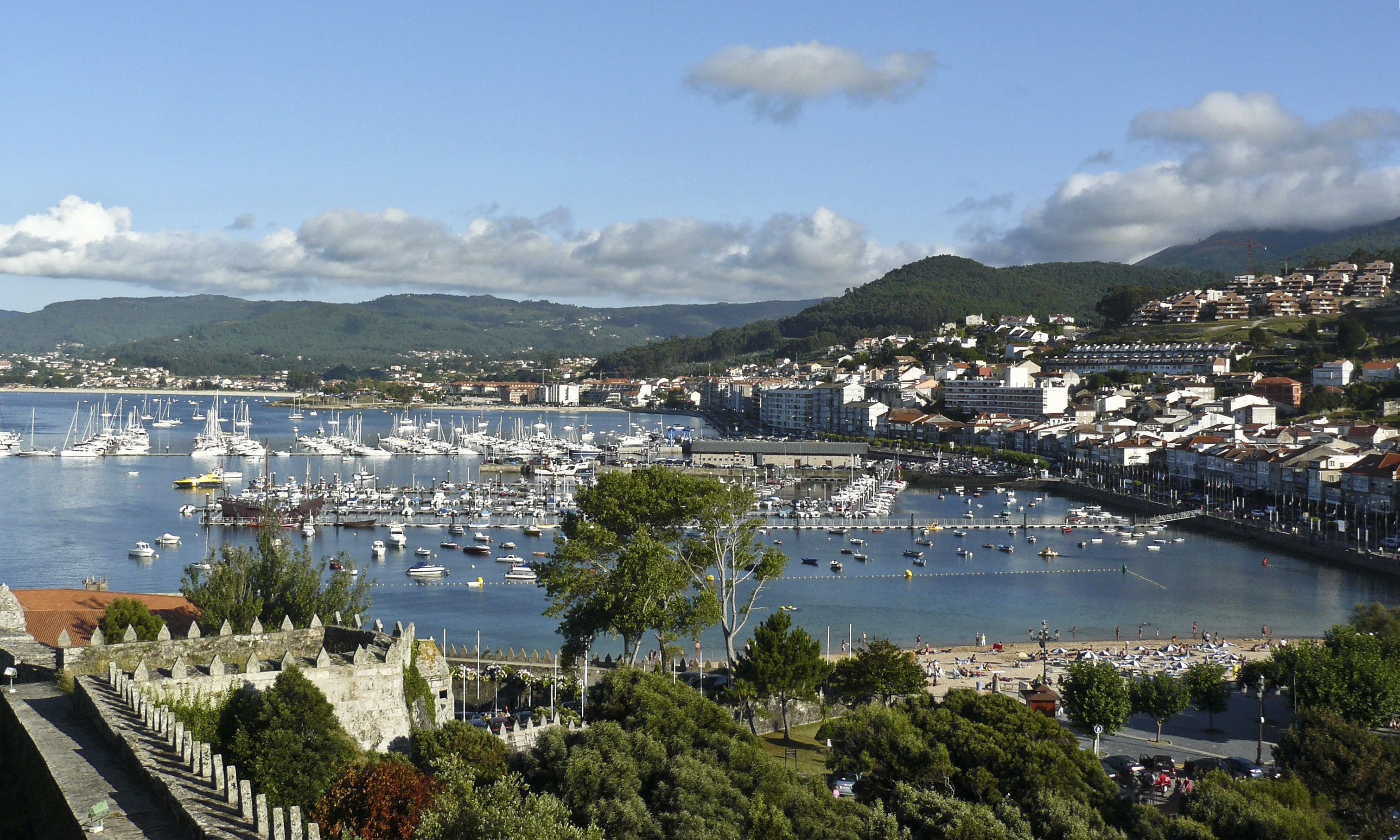
Порт міста Байона
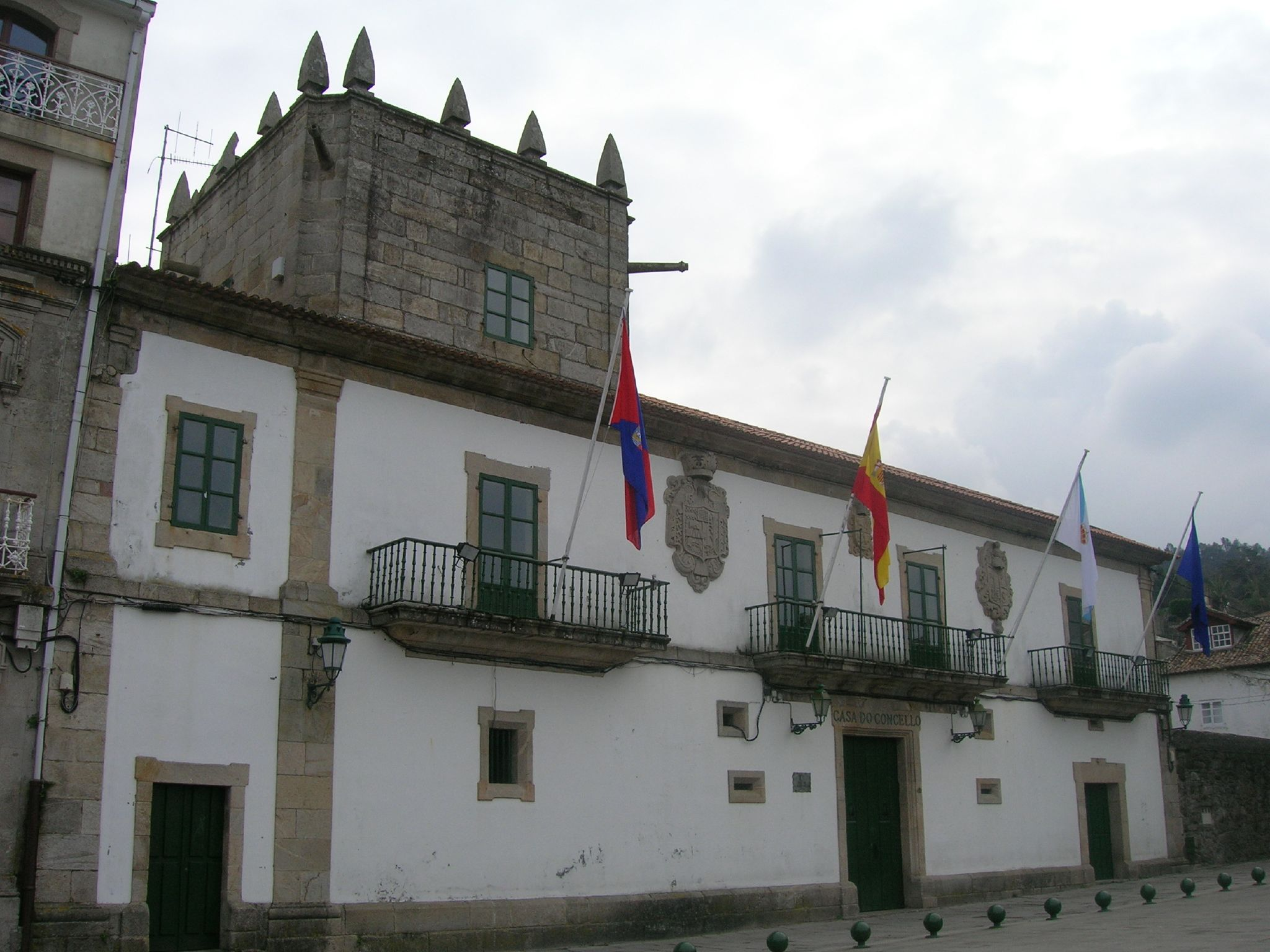
Муніципальна рада